# 2 Cygni
Désignations
2 Cygni (en abrégé 2 Cyg) est une étoile de la constellation boréale du Cygne, localisée à quelques degrés d'Albiréo. Elle est visible à l'œil nu avec une magnitude apparente de 4,98. L'étoile présente une parallaxe annuelle de 3,62 mas mesurée par le satellite Gaia, ce qui permet d'en déduire qu'elle est distante d'environ 276 pc (∼900 al) de la Terre. Elle possède une vitesse particulière de 23 km/s elle pourrait être une étoile en fuite.
2 Cygni est une probable binaire astrométrique, qui est détectée indirectement par des anomalies dans les mesures astrométriques du satellite Hipparcos. Sa composante visible est classée comme une étoile sous-géante bleu-blanc de type spectral B3 IV. Elle est sept fois plus massive que le Soleil et elle est âgée autour de 37 millions d'années. Elle tourne rapidement sur elle-même à une vitesse de rotation projetée de 137 km/s . Le rayon de l'étoile est 5,6 fois plus grand que le rayon solaire. Elle est 3 354 fois plus lumineuse que le Soleil et sa température de surface est de 16 479 K.